# De rebaptismate
De Rebaptismate es un tratado cristiano, del siglo III, escrito contra los que afirmaban que era necesario rebautizar a bautizados por herejes aunque en nombre de la Santísima Trinidad.

## Autor
Anónimo, como según dice Jacques Paul Migne en su obra "Patrologiae cursus completus", París, 1844, tomo III, aunque Gennadio Massiliensis, presbítero de la iglesia de Marsella del siglo XV, hace mención de un Ursinus o Ursino, monje en el siglo V, pero es verosímil que el autor del tratado fuera más antiguo.

## Contenido
San Cipriano habla de un "sacramentum dúplex" el bautismo por agua y el bautismo por el Espíritu Santo representado por la puesta de las manos y aun también las ambas como unidad de la Iglesia en el rito del bautismo y la misma representación ocurre en el De Rebaptismate llamado el rito "baptisma spiritale" , según el teólogo August Neander (1789-1850), que fuera profesor extraordinario de la Universidad de Heidelberg y profesor de la Universidad de Berlín, erudito en historia eclesiástica, y la obra fue escrita por un hombre que vivió en la mitad del siglo tercero.

## Contienda entre el papa Esteban y San Cipriano
Alexandre Noel, dominico del siglo XVI y doctor en teología, autor de una historia eclesiástica y un tratado de teología dogmática y moral, trata el origen y los progresos de la contienda que hubo entre el papa San Esteban y San Cipriano sobre la rebautización de los que habían sido bautizados por los herejes, manifestando lo siguiente:
- San Cipriano y los obispos de África no habían considerado nunca esta cuestión como un dogma de fe
- El papa Esteban no pretendió nunca autorizar la validez del bautismo que se diese por los herejes en otra forma que la prescrita por el Evangelio.

## Finalidad
Según Felix Amat en su tomo tercero de su obra "Tratado de la Iglesia de Jesucristo", Madrid, 1793,, va con las obras de San Cipriano el tratado citado De rebaptismate, y parece hecho de propósito para defender la sentencia del papa Esteban contra la de San Cipriano, sobre el bautismo dado por los herejes.